# Paule Desjardins
Paule Desjardins is een Franse zangeres. 
Desjardins vertegenwoordigde in 1957 Frankrijk op het tweede Eurovisiesongfestival in de Duitse stad Frankfurt am Main met het nummer La belle amour. Het nummer was een compositie van Guy Lefarge met tekst van Francis Carco in een arrangement en gedirigeerd door Paul Durand. Ze eindigde in de wedstrijd met 17 punten op een tweede plaats.
In de loop van haar zangcarrière die doorliep tot het begin van de jaren zestig bracht ze in totaal tien ep's of singles uit op de platenlabels Polydor en Decca. "La belle amour" was een nummer van haar vijfde ep. In 1961 verscheen ook een langspeelplaat "Mademoiselle de Paris" waarop ze liedjes over Parijs zong, begeleid door Raymond Lefèvre en zijn orkest.
Ze brak haar zangcarrière af om te huwen met Charles Canat, een Frans industrieel, en vond een nieuwe carrière als ontwerpster in zijn lingeriebedrijf te Millau.
1956: Mathé Altéry + Dany Dauberson · 
1957: Paule Desjardins · 
1958: André Claveau · 
1959: Jean Philippe · 
1960: Jacqueline Boyer · 
1961: Jean-Paul Mauric · 
1962: Isabelle Aubret · 
1963: Alain Barrière · 
1964: Rachel · 
1965: Guy Mardel · 
1966: Dominique Walter · 
1967: Noëlle Cordier · 
1968: Isabelle Aubret · 
1969: Frida Boccara · 
1970: Guy Bonnet · 
1971: Serge Lama · 
1972: Betty Mars · 
1973: Martine Clémenceau · 
1975: Nicole Rieu · 
1976: Catherine Ferry · 
1977: Marie Myriam · 
1978: Joël Prévost · 
1979: Anne-Marie David · 
1980: Profil · 
1981: Jean Gabilou · 
1983: Guy Bonnet · 
1984: Annick Thoumazeau · 
1985: Roger Bens · 
1986: Cocktail Chic · 
1987: Christine Minier · 
1988: Gérard Lenorman · 
1989: Nathalie Pâque · 
1990: Joëlle Ursull · 
1991: Amina · 
1992: Kali · 
1993: Patrick Fiori · 
1994: Nina Morato · 
1995: Nathalie Santamaria · 
1996: Dan Ar Braz & Héritage des Celtes · 
1997: Fanny · 
1998: Marie Line · 
1999: Nayah · 
2000: Sofia Mestari · 
2001: Natasha Saint-Pier · 
2002: Sandrine François · 
2003: Louisa Baïleche · 
2004: Jonatan Cerrada · 
2005: Ortal · 
2006: Virginie Pouchain · 
2007: Les Fatals Picards · 
2008: Sébastien Tellier · 
2009: Patricia Kaas · 
2010: Jessy Matador · 
2011: Amaury Vassili · 
2012: Anggun · 
2013: Amandine Bourgeois · 
2014: Twin Twin · 
2015: Lisa Angell · 
2016: Amir · 
2017: Alma · 
2018: Madame Monsieur · 
2019: Bilal Hassani · 
2021: Barbara Pravi · 
2022: Alvan & Ahez · 
2023: La Zarra · 
2024: Slimane · 
2025: Louane
- Biblioteca Nacional de España: XX1748182
- Bibliothèque nationale de France: cb138232041 (data)
- Gemeinsame Normdatei: 1231743077
- International Standard Name Identifier: 0000 0000 7977 0091
- MusicBrainz: d2fd505d-9d2b-4a2d-864d-8a579047af1e
- Nationale Bibliotheek van Polen: a0000002846865
- Virtual International Authority File: 66650340
- WorldCat: E39PBJfCv9KkRQMgkyyCbWYkjC